# Полуниевка (Оржицкий район)
Полуниевка (укр. Полуніївка) — село,
Райозерский сельский совет,
Оржицкий район,
Полтавская область,
Украина.
Население по переписи 2001 года составляло 139 человек.

## История
После 1945 присоеденина Мисюровка
Село указано на специальной карте Западной части России Шуберта 1826—1840 годов как хутора Высший и Низший Полуневский

## Географическое положение
Село Полуниевка находится на берегах реки Иржавец, выше по течению на расстоянии в 1,5 км расположено село Райозеро, ниже по течению на расстоянии в 2 км расположено село Чернета. На реке сделана запруда.